# Nederländernas filmhistoria
Den nederländska filmen har länge varit känd för sina dokumentärfilmer. Många av de viktigaste nederländska regissörerna, speciellt de vars karriärer började innan andra världskriget, till exempel Joris Ivens och Bert Haanstra, hade börjat som dokumentärfilmare. Andelen dokumentärer som visats på biograferna har dock minskat sedan början av 1970-talet, men har samtidigt vunnit mer mark i televisionen.
Eftersom den nederländska filmindustrin är relativt liten, och det knappt finns någon internationell efterfrågan på nederländska filmer, är nästan alla produktioner beroende av statsbidrag. Dessa bidrag kan fås genom olika håll, till exempel från Nederländska Filmfonden eller ’Dutch public broadcast networks’ (’omroepen’). På senare tid har Nederländernas regering etablerat skattelättnader’ för privatinvesteringar i nederländska filmer.  

## Historia
Även om filmindustrin i Nederländerna är relativt liten, har den haft flera aktiva perioder där den frodats. Den första "boomen" kom under första världskriget, där Nederländerna var neutralt. Studior som Hollandia producerade en imponerande serie långfilmer. En andra våg följde på 1930-talet, när talfilmen ledde till ett behov av holländskspråkig film, vilket ledde till en boom i produktionen: mellan 1934 och 1940 producerades 37 långfilmer. För att klara av den snabbt ökade produktionstakten, anställde den nederländska filmindustrin utlänningar med erfarenhet av ljudfilmstekniken. Många av dem var tyskar som flytt sitt land när Hitler tog makten. Flera välkända tyska regissörer, som senare skulle fortsätta jobba i Hollywood, gjorde film i Nederländerna under denna period, en av de mest kända är Douglas Sirk (Boefje, 1939).
Under andra världskriget upphörde Nederländernas privatfinansierade filmindustri nästan helt. Den tyska ockupationsregeringen gav stora donationer till mindre propagandafilmer som stödde Tredje Riket. De mest välkända var De nieuwe tijd breekt baan (En ny ordning uppstår, 1941), Met Duitschland tegen het bolsjewisme (Med Tyskland mot bolsjevismen, 1941), och Werkt in Duitschland (Arbete i Tyskland, 1942). Efter 1943 upphörde dock donationerna, p.g.a. inre stridigheter med Dutch Kultuurkamer och bristen på pengar hos ockupationsregeringen. 
Under åren direkt efter kriget gick det mesta av pengarna till landets återuppbyggnad, filmen var inte något som prioriterades. I slutet på 1950-talet professionaliserades den nederländska filmen. Nederlands Film Fund etablerades 1957 och Nederlands Filmacademie kom 1958.
Dokumentärfilmaren Bert Haanstra gjorde sin första spelfilm, Fanfare, 1958. Även om den gjorde succé, var det bara en tillfällighet. En mer långvarig framgång för nederländsk film kom på 1970-talet, mycket p.g.a. en enda man: Paul Verhoeven. De fem filmer han gjorde under decenniet; Wat zien ik? (1971), Turks Fruit (1973), Keetje Tippel (1975), Soldaat van Oranje (1977) och Spetters (1980) – blev alla framgångsrika på biograferna; de tillhör fortfarande de tjugo mest sedda filmerna i Nederländernas historia. Turks Fruit och Soldaat van Oranje slog även internationellt och tog Verhoeven till Hollywood. Verhoeven återvände till Nederländerna 2006, och gjorde sin första film på holländska, Zwartboek, sedan De Vierde Man från 1983.
I mitten av 1990-talet införde Nederländernas regering skattelättnader för att göra det enklare att privatinvestera i filmproduktion, vilket ledde till en ökning i produktionen av nederländsk film. Det var dock inte filmerna gjorda genom skattelättnader, utan filmer som riktade sig till en yngre publik, som Costa! (2001), som vann tillbaka självförtroendet för den kommersiella livskraften i nederländsk film. Costa! handlar om några nederländska tonåringar som semestrar vid den spanska kusten. Filmens succé resulterade i ett flertal efterapare (till exempel Volle Maan (2002) och en spinoff (en sitcom som också hette Costa!), som sändes i flera säsonger på tv-stationen BNN.
Efter ett tag mattades dock kreativiteten av, och den nya kommersiella smaken riktade sig mot filmer med mångkulturella drag. Shouf shouf habibi! (2004) och Het Schnitzelparadijs (2005) var båda komedier med nederländska och marockanska skådespelare och blev kommersiella succéer. Skillnaden med Volle Maan är att de filmerna gillades av kritikerna (både i Nederländerna och utomlands), och båda filmerna visades på Berlins filmfestival.

## Kända nederländska regissörer
- Theo van Gogh
- Joris Ivens
- Bert Haanstra
- Fons Rademakers
- Paul Verhoeven
- Martin Koolhoven
- Alex van Warmerdam
- Nanouk Leopold
- Marleen Gorris
- Cyrus Frisch

## Filmfestivaler
Det finns tre stora filmfestivaler i Nederländerna:
- International Film Festival Rotterdam (IFFR) är en festival för oberoende, innovativ och experimentell film- och visuell konst.

Första gången festivalen hölls var 1972 i Rotterdam. Under festivalen delas Tigerpriset ut till nya filmskapare.
- Nederländernas filmfestival (NFF) är sedan 1981 den ledande festivalen för nederländska filmproduktioner. Festivalen, som pågår i sju dagar, från slutet av september till början av oktober, hålls i Utrecht. Nederländsk film från föregående år visas, och Guldkalven ges till bästa film, bästa skådespelare och andra filmarbetare, utsedda av jury.
- International Documentary Filmfestival Amsterdam (IDFA) är världens största festival för dokumenträfilm. Den hålls sedan 1988 i Amsterdam.

Det finns också flera små filmfestivaler i Nederländerna, varav de flesta hålls i Amsterdam. Dessa festivaler är antingen lokala festivaler,  festivaler specialiserade på en viss genre, för/om en viss målgrupp, eller från en speciell region.